# Ганкин, Евгений Маркович
Евге́ний Ма́ркович Га́нкин (бел. Яўген Маркавіч Ганкін; 26 октября 1922 — 3 мая 1996) — советский и белорусский художник. Заслуженный деятель искусств БССР (1968).

## Биография
Окончил ВГИК (1944). Работал на киностудии «Беларусьфильм». На Минской киностудии с 1946 года. Художник-постановщик игровых фильмов. Член редакции журнала «На экранах».

## Фильмография
- 1945 — Зигмунд Колосовский ( совместно с Я.Ривошем и М.Солохой)
- 1947 —  Новый дом (совместно с  А.Векслером )
- 1948 —  Родные напевы (совместно с А.Векслером )
- 1952 — Павлинка (фильм-спектакль)
- 1953 — Поют жаворонки (фильм-спектакль)
- 1954 — Кто смеётся последним? ( совместно с А.Григорьянцем)
- 1956 — Посеяли девушки лён
- 1957 — Наши соседи[4]
- 1958 — Часы остановились в полночь
- 1959 — Любовью надо дорожить
- 1960 — Человек не сдаётся
- 1963 — Последний хлеб
- 1964 — Криницы
- 1966 — Я родом из детства
- 1967 — Война под крышами
- 1969 — Сыновья уходят в бой
- 1971 — Мировой парень
- 1971 — Задачка ( Это были мы ) (короткометражный)
- 1972 — Завтра будет поздно… (СССР-Чехословакия) (совместно с А. Крайчовичем )
- 1973 — Хлеб пахнет порохом (по мотивам повести Ивана Шамякина «Эшелон в Германию»)
- 1974 — Сергеев ищет Сергеева (ТВ)
- 1975 — Факт биографии
- 1978 — Я хочу вас видеть (СССР-ГДР) (совместно с Й.Отто)
- 1978 — Живой срез (короткометражный)
- 1982 — Кафедра ( 2-ух серийный ТВ)
- 1983 — Белые Росы
- 1985 — Мама, я жив
- 1987 — Осенние сны
- 1989 — Его батальон (2-ух серийный ТВ по одноименной повести Василя Быкова)
- 1992 — Пойти и не вернуться (ТВ)
- 1993 — …Аз воздам[5] (совместно с В.Ковалевым)